# Tredje freden i Nijmegen
Tredje freden i Nijmegen slöts den 2 oktober 1679 mellan Nederländerna och Sverige. Det var den sjätte och sista freden i en serie som avslutade det krig på Frankrikes sida som Sverige drogs in i 1674.

## Bakgrund
1672 drogs Sverige in i den europeiska storpolitiken och ingick ett förbund med Frankrike mot Nederländerna. Sveriges åtagande var att ingripa mot de tyska furstar som skulle stödja Nederländerna vid ett franskt angrepp. I utbyte erhöll Sverige ekonomiskt stöd, samt att Frankrike lovade att inte stödja Danmark vid ett anfall mot Sverige. Efter franska påtryckningar drogs Sverige in i krig mot Brandenburg 1674 och led i juli 1675 ett prestigemässigt nederlag i slaget vid Fehrbellin. Efter detta befann sig Sverige snart i krig med Brandenburg, tysk-romerske kejsaren, Nederländerna, Danmark, Spanien furstarna av Lüneburg och furstbiskopen av Münster. Kriget gick katastrofalt och de flesta besittningarna i Pommern föll. Mot Danmark pågick det Skånska kriget, i vilket Sverige lyckades försvara sig. 

## Förhandlingar
Förhandlingarna om en freds- och handelstraktat var långvariga och skedde under engelsk medling. 

## Villkor
- Sverige betalade 102.323 riksdaler i ersättning för nederländska fartyg som Sverige tagit under kriget